# تایتان تایر
تایتان تایر (انگلیسی: Titan Tire) شرکت تایرسازی آمریکایی است، که در سال ۱۹۹۳ توسط موریس تیلور تأسیس شد.